# Archibald Berkeley Milne
Sir Archibald Berkeley Milne (2 giugno 1855 – 4 luglio 1938) è stato un ammiraglio britannico, comandante della Mediterranean Fleet della Royal Navy dal novembre 1912 fino al settembre 1914, quando in seguito al fallito inseguimento delle navi tedesche Goeben e Breslau fu sostituito dal viceammiraglio Sackville Carden, senza più assumere un comando attivo.